# Ophiurolepis inconveniens
Ophiurolepis inconveniens är en ormstjärneart som beskrevs av Paul E. Hertz 1927. Ophiurolepis inconveniens ingår i släktet Ophiurolepis och familjen fransormstjärnor. Inga underarter finns listade i Catalogue of Life.